# Lindig
Lindig là một đô thị thuộc huyện Saale-Holzland, trong bang Thüringen, Đức. Đô thị Lindig có diện tích 4,56 km². 